# Bagamér
Bagamér (hongrois : Bagamér [ˈbɒɡɒmeːr]) est une localité hongroise située dans le comitat de Hajdú-Bihar.

## Site et localisation

### Topographie et hydrographie
La localité se situe dans une zone de transition entre les sables de la plaine de Nyír et les terres noires de l'Érmellék, à l'extrémité nord-est du comitat de Hajdú-Bihar, à proximité de la frontière roumaine et non loin de l'aire protégée du Hajdúság. Elle se trouve à environ 34 kilomètres à l'est de Debrecen, chef-lieu du comitat.

### Aires faunistiques et floristiques
La vallée de Kék-Kálló abrite une flore remarquable constituant un patrimoine naturel d'exception.
Dans la cour de l'ancienne école, on peut observer des sapins de Numidie, tandis que le site de Takó-hegy est connu pour ses peupliers blancs, appelés localement les « Quatre Peupliers ».

## Histoire
La première mention écrite connue de Bagamér remonte à 1281, sous le nom de Bagomer. Le village appartenait alors à la gens Gutkeled. Tandis que plusieurs petites localités voisines aujourd'hui disparues n'en ont conservé que le nom, Bagamér comptait déjà parmi les villages importants du secteur au début du XVIe siècle, avec une population dépassant les mille habitants.
En 1611, Gábor Báthory en fit don à ses soldats hajdú. Grâce à la charte de privilèges qui en découla, la localité obtint le statut de petite ville hajdú (kishajdúváros). Elle se dépeupla durant la période ottomane, avant d'être réinstallée au XVIIIe siècle par des paysans serfs. Jusqu'en 1848, la localité était administrée à la fois par une communauté paysanne et par une communauté noble disposant chacune de sa propre autorité locale.
Bagamér resta la propriété du chapitre cathédral de Nagyvárad (actuelle Oradea) jusqu'en 1945. Elle obtint le statut de grosse commune en 1871, mais le perdit en 1952. Elle le retrouva en 1971, à la suite de sa fusion administrative avec la localité voisine d'Álmosd. Depuis 1990, les deux localités disposent à nouveau de leur propre administration communale.

## Population

### Minorités culturelles et religieuses
Selon le recensement de 2001, 91 % des habitants de Bagamér se déclaraient hongrois et 9 % roms.
Lors du recensement de 2011, 90,6 % des habitants se sont déclarés hongrois, 15,9 % roms, 0,5 % roumains, 0,3 % serbes ; 9,3 % n'ont pas souhaité se prononcer. En raison des doubles appartenances possibles, la somme des pourcentages peut dépasser 100 %. La répartition religieuse était la suivante : 50 % de réformés, 7,1 % de grecs-catholiques, 5,6 % de catholiques romains, 15,7 % de personnes sans affiliation religieuse, tandis que 19,2 % des habitants n'ont pas répondu.
Lors du recensement de 2022, 90,9 % des habitants se sont identifiés comme hongrois, 12,4 % comme roms, 0,2 % comme allemands, 0,2 % comme slovaques, 0,1 % comme serbes, 0,1 % comme roumains, 0,1 % comme ukrainiens, et 0,4 % comme appartenant à d'autres nationalités non autochtones ; 9 % des répondants n'ont pas déclaré leur nationalité. Concernant l'appartenance religieuse, 38,5 % se sont déclarés réformés, 6,7 % grecs-catholiques, 2 % catholiques romains, 1,7 % chrétiens d'autres confessions, 0,3 % autres catholiques, 14 % sans affiliation religieuse ; 36,6 % des habitants n'ont pas répondu à cette question.

## Équipements

### Réseaux extra-urbains
La route principale 48, qui relie Debrecen au poste-frontière de Nyírábrány, passe à proximité de la frontière nord de la localité. Il s'agit de l'axe routier principal permettant de rejoindre Bagamér depuis le reste du pays. Toutefois, le centre de la localité n'est accessible que par une route secondaire, la route 4806, qui relie Vámospércs, Álmosd et Létavértes.
Parmi les lignes de chemin de fer hongroises, la localité est traversée à sa limite nord par la ligne de Debrecen à Nyírábrány, à environ 8 kilomètres du centre. Le point d'arrêt le plus proche est celui de Szentannapuszta, situé au nord-ouest du territoire communal, mais la gare offrant les meilleures correspondances est celle de Vámospércs, à environ 11 kilomètres au nord-ouest par la route.